# Žunje (gmina Knić)
Žunje (cyr. Жуње) – wieś w Serbii, w okręgu szumadijskim, w gminie Knić. W 2011 roku liczyła 220 mieszkańców.